# Thorium
Thorium er et grundstof med symbolet Th og atomnummer 90 i det periodiske system. Det er et naturligt forekommende, radioaktivt metal, der overvejes som alternativ til uran i kernekraft.
Under udviklingen af atombomben, blev uran valgt som det materiale, der var det bedste til kernespaltning. Den opnåede ekspertise blev senere anvendt til atomkraft.
Thorium er et bedre valg end uran til atomkraft, da det i praksis er uanvendeligt til kernevåben, og frembringer en mindre mængde restaffald af mindre farlighed, samtidig med at reaktorer, der anvender thorium forbruger restaffald fra konventionelle værker..

## Karakteristika
I ren form er thorium et sølvhvidt metal, som kan bevare sin glans i flere måneder. Til gengæld bliver det hurtigt anløbet når det er forurenet med sit oxid, hvilket resulterer i en grå og siden sort overflade. Thoriumdioxid (ThO2) har et af de højeste smeltepunkter af alle oxider (3300 °C). Når det opvarmes i luft antændes thorium og brænder med et hvidt lys.

## Historie
Thorium blev opdaget i 1828 af den svenske kemiker Jöns Jakob Berzelius som kaldte det Thor efter tordenguden i den nordiske mytologi. Metallet fandt ingen anvendelse før opfindelsen af glødenettet (Auer-nettet) i 1886. I gaslamper katalyserer glødenettet forbrændingen af gassen, og thoriumoxids dårlige varmeledningsevne får glødenettets temperatur op på 1400 °C. Det giver et kraftigt, hvidt lys der var efterspurgt på fabrikker og som vejbelysning. Ved elektrificeringen af samfundet mistede glødenettet sin betydning, men det anvendes stadigvæk til campingbrug. 
Navnet ionium blev tidligt i studier af radioaktive grundstoffer givet til 230Th-isotopen, som bliver dannet når 238U henfalder. Senere blev man klar over at ionium og thorium var identiske. Symbolet Io blev foreslået for ionium.

## Anvendelse
Thoriums anvendelser:
- I legeringer med magnesium
- Som belægning om wolframtråde til elektroniske komponenter
- Thorium har været brugt i varmeresistent keramik
- Uran-thorium aldersbestemmelse har været brugt til i undersøgelser af fossiler
- Brændstof i kernereaktioner
- Thorium er effektivt til afskærmning mod stråling

Anvendelse af thoriumdioxid (ThO2):
- Kapper i gaslamper
- Bruges til at kontrollere krystalstørrelsen af wolfram i elektriske lamper
- Bruges til laboratoriedigeler, der skal kunne klare høje temperaturer
- Tilsættes til glas for at skabe glas med højt brydningsindeks og lav dispersion
- Har været brugt som katalysator:
  - I omdannelsen af ammoniak til salpetersyre
  - Ved raffinering af petroleum
  - I fremstillingen af svovlsyre
- Thoriumdioxid er det aktive stof i Thorotrast, som tidligere blev brugt i røntgendiagnostik. Det bruges ikke mere da det er kræftfremkaldende.

## Forekomst
Thorium findes i små mængder i de fleste slags sten og jord, hvor det forekommer i tre gange så store mængder som uran, og er omtrent lige så almindeligt som bly. Jord har typisk et gennemsnitligt thoriumindhold på 12 ppm. Thorium findes i mange mineraler, hvor det mest almindelige er monazit, som indeholder op til 12% thorium.
232Th henfalder langsomt (dets halveringstid er ca. tre gange Jordens alder) men andre thoriumisotoper forekommer i thorium og urans henfaldskæder. De fleste af disse har en kort levetid, og er derfor mere radioaktive end 232Th, men masseprocentdelen af disse er forsvindende lille.

### Thorium som kernebrændsel
Thorium kan, ligesom uran og plutonium, bruges som brændsel i kernereaktorer. 232Th selv undergår ikke kernefission, men det absorberer neutroner, idet der dannes uran-233 (233U), som undergår fission.
233U er på et område bedre egnet som kernebrændsel end de to andre isotoper som normalt bruges (235U og 239Pu), da det har et højere neutronudbytte per absorberet neutron.

## Isotoper
Naturligt forekommende thorium består af en isotop: 232Th. Der er blevet karakteriseret 27 radioisotoper, hvor de mest almindelige og/eller stabile er 232Th med en halveringstid på 14,05 milliarder år, 230Th med en halveringstid på 75.380 år, 229Th med en halveringstid på 7340 år, og 228Th med en halveringstid på 1,92 år. De resterende radioaktive isotoper har alle halveringstider mindre end 30 dage, og hovedparten af disse har halveringstider på mindre end 10 minutter.
De kendte thoriumisotoper har atommasser mellem 210 u (210Th) og 236 u (236Th).

## Forholdsregler
Pulveriseret thorium antænder spontant, og bør behandles med forsigtighed.
Udsættelse for luftbåret thorium giver risiko for lungekræft, kræft i bugspytkirtlen og leukæmi. Indtagelse af thorium kan give leversygdomme. Thorium har ingen biologisk anvendelse.